# 易卜拉欣·阿费莱
易卜拉欣·阿费莱（荷蘭語：Ibrahim Afellay，1986年4月2日—），是一名已退役的摩洛哥裔荷蘭足球員，司職中場，也能擔任翼鋒。他曾是荷蘭國家足球隊成員。
2007年，阿費利獲得荷蘭甲組足球聯賽「年度最佳年輕球員」獎項。

## 球員生涯
PSV燕豪芬
阿費利的足球事業始於荷蘭烏德勒支的業餘球隊USV Elinkwijk，其後進入了PSV的青年隊。2004年2月4日，17歲的阿費利首度在盃賽代表PSV燕豪芬上陣對NAC布雷達。其後，他於2月14日獲聯賽上陣機會對川迪。在2003-04賽季，這個17歲的年輕人獲得了3次上陣機會，在2004-05賽季則上陣了7場。
2005年5月15日，PSV對飛燕諾的比賽，阿費利首次獲得成為正選11人，而且更有兩球入球，令人印象深刻。05-06賽季，阿費利在荷蘭超級盃出場，由於當時隊友比斯利和米卡缺席，他參加了賽季初的前三場比賽。9月13日，在和史浩克04的歐冠比賽中，PSV燕豪芬 1-0小勝，阿費利上演了在歐冠的處子秀。
在05-06賽季，由於球隊兩名重要中場球員的離開，已經19歲的阿費萊正式奠定了球隊的主力位置，他在那個賽季一共出場 34次，攻入21球。
巴塞隆拿
2010年11月16日，巴塞隆拿和PSV燕豪芬已經確認阿費利將於2011年1月加盟巴塞隆拿。
2011年4月27號，阿費利於歐冠盃準決賽首回合作客皇家馬德里後備上陣，更作出一個助攻助球隊以2-0擊敗對手。
不幸地，阿費利於11-12年賽季九月初的訓練時嚴重受傷，被醫生認為要休戰約超過7個月。
在2012/13赛季，阿費利以租借的形式加入沙尔克04。
退役
2021年1月31日，34岁的阿费莱正式宣布退役。

## 國家隊
阿費利是摩洛哥後裔，因此可選擇代表摩洛哥或荷蘭。儘管荷蘭隊的中場位置競爭激烈，最終阿費利選擇了自己的成長地，代表荷蘭國家足球隊。
他在2007年3月28日對斯洛文尼亞的2008年歐洲足球錦標賽外圍賽中首次代表荷蘭上陣，並最終入選了參加2008年歐洲國家盃的23人名單。10月12日，在與瑞典的預選賽上，這位年輕的小伙子完成了自己在國家隊的處子球。
阿費利入選了2008年歐洲杯荷蘭國家隊的23人名單，作為球隊替補，阿費利在和意大利、法國的比賽中替換古治上場，並在小組賽最後和羅馬尼亞的比賽中獲得正選。
阿費利同樣入選了2010年世界盃足球賽23人名單。在小組賽第一場2-0擊敗丹麥，第二場 1-0小勝日本的比賽，以及和斯洛伐克的十六強賽事中替補登場。
2010年10月13日，在2012年歐洲國家盃外圍賽第四輪和瑞典的比賽中，阿費利梅開二度，協助球隊4-1擊敗對手。

## 荣誉
PSV燕豪芬
- 荷蘭甲組足球聯賽 冠軍：2004-05年、2005-06年、2006-07年、2007-08年
- 荷蘭盃 冠軍：2005年
- 告魯夫盾 冠軍：2008年

個人
- 荷蘭甲組足球聯賽 年度最佳年輕球員：2007年

## 外部連結
- 巴塞隆拿官方 阿費利檔案 （页面存档备份，存于）
- 阿費利資料（荷兰文）